# Петцль, Фернанд

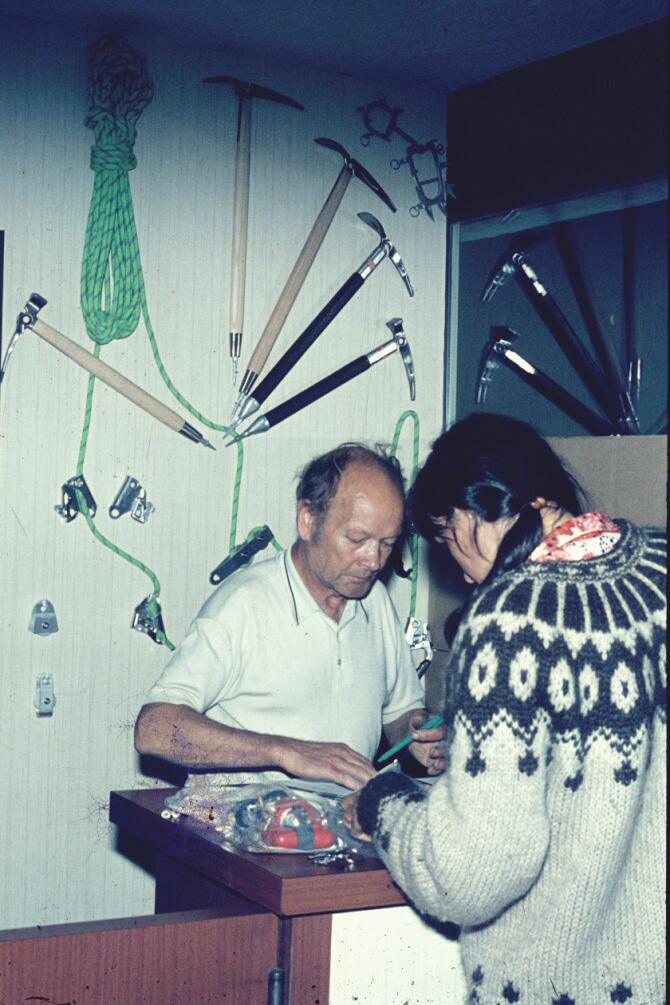
Фернанд Петцль, 1979 год.

Ферна́нд Петцль (фр. Fernand Petzl; 7 апреля 1913 — 1 июня 2003, Гренобль) — французский спелеолог и основатель фирмы по производству спелео- и альпинистского снаряжения Petzl. Один из основоположников современной техники исследования пещер.
Петцль прожил бо́льшую часть своей жизни в деревне Сан-Исмие (рядом с Греноблем) во Франции у подножья горы Dent De Crolles. Своё первое подземное путешествие он совершил в 1933 году, в пещеру Trou du Glaz, и тут же загорелся желанием заниматься исследованием пещер, поиском новых ходов и продолжений. Последующие исследования вместе с Пьером Шевалье, Шарлем Пти-Дидье и другими завершились объединением пещер массива в одну систему Réseau de la Dent de Crolles, которая в 1947 году стала самой длинной и самой глубокой пещерой в мире. Петцль также участвовал в исследованиях пещеры Гуфр-Берже, где в 1956 году был установлен новый рекорд глубины: это была первая пещера глубиной более 1000 метров (-1122 м). Петцль был сторонником исследования пещер небольшими группами, что было на тот момент новшеством.
В то время не было производителей специализированного снаряжения для спелеологов, поэтому приходилось адаптировать для пещер снаряжение, заимствованное из других видов спорта, либо изобретать самим. С 1933 года Петцль начал делать верёвочные лестницы для собственных нужд, разработал сборный шест для штурма восходящих уступов в 1940 году, а в 1942 начал первые эксперименты с нейлоновой верёвкой. В 1968 году Бруно Дресслер попросил Петцля, работавшего слесарем по металлу, сделать устройство для подъёма по верёвке, которое он изобрел. А в начале 70-х Петцль открыл небольшое производство специализированного снаряжения, унаследовавшее фамилию своего основателя. В последующие годы фирма активно развивалась, и бренд Petzl завоевал лидирующие позиции в производстве снаряжения для спелеологов, скалолазов, альпинистов и других видов активного туризма.